# Empire Company
Empire Company, «Эмпайр Компани» — канадская компания в сфере розничной торговли.

## История
В 1907 году Джон Собей основал предприятие по доставке мясных продуктов. Позже предприятие разраслось в сеть магазинов, для управления которыми в 1946 году была создана компания Sobeys Stores. Примерно в это время была куплена Empire Company, владевшая кинотеатром и участком земли, на котором Sobeys планировала открыть новый магазин. В 1947 году Sobeys открыла свой первый супермаркет. В 1963 году Empire Company была сделана материнской компанией Sobeys Stores. В 1966 году была куплена сеть из 18 аптек Lawton’s Drug Stores. В 1998 году была приобретена Oshawa Group, которая владела сетью супермаркетов под брендом IGA.
В 2013 году за 5,8 млрд долларов была куплена канадская часть сети супермаркетов Safeway. Также в 2013 году была продана сеть из 46 кинотеатров Empire Theatres; эта сеть была создана в 1980-х годах и позже расширена за счёт поглощений.

## Деятельность
По состоянию на 2022 год у компании было 1600 торговых точек в Канаде; часть из них управляется сторонними компаниями на правах франчайзинга; также компании принадлежит 350 автозаправок.
Торговые точки компании работают под брендами Sobeys, Safeway, IGA, Foodland, FreshCo, Thrifty Foods, Farm Boy, Longo’s и Lawtons Drugs.
Вторым направлением деятельности компании являются инвестиционные фонды недвижимости, она имеет долю 41,5 % в Crombie REIT (инвестиционном фонде, управляющим торговой недвижимостью). Кроме этого компании принадлежит 40-процентная доля в Genstar Development Company, девелопере жилой недвижимости, работающем в Канаде и США.
Empire заняла 1525-е место в списке крупнейших публичных компаний мира Forbes Global 2000 за 2023 год.